# Notophthalmus
Notophthalmus é um género de salamandra da família Salamandridae.

## Espécies
- Notophthalmus meridionalis (Cope, 1880)
- Notophthalmus perstriatus (Bishop, 1941)
- Notophthalmus viridescens (Rafinesque, 1820)